# Gudensberg
Gudensberg é um município da Alemanha, situado no distrito de Schwalm-Eder, no estado de Hesse. Tem 46,5 km² de área, e sua população em 2019 foi estimada em 9.710 habitantes.